# بخش آکسفورد (شهرستان دلاور، اوهایو)
بخش آکسفورد (به انگلیسی: Oxford Township) یک منطقهٔ مسکونی در ایالات متحده آمریکا است که در شهرستان دلاویر، اوهایو واقع شده‌است.
 بخش آکسفورد ۵۰٫۲۸ کیلومتر مربع مساحت و ۹۸۷ نفر جمعیت دارد و ۲۹۵ متر بالاتر از سطح دریا واقع شده‌است.